# 루스트라
루스트라(이탈리아어: Lustra)는 이탈리아 캄파니아주 살레르노도에 위치한 코무네다.

## 같이 보기
- 칠렌토